# 텐트 밖은 유럽
《텐트 밖은 유럽》은 2022년 8월 3일부터 2022년 9월 28일까지 방송 되었던 여행 전문 예능 프로그램이다.

## 기획 의도
호텔 대신 캠핑장, 기차 대신 렌터카, 식당 대신 현지 마트! 그 어디서도 소개된 적 없는 세상 자유로운 유럽 캠핑 예능.

## 방송 시간
| 방송 채널 | 방송 기간                        | 방송 시간                        |
| --------- | -------------------------------- | -------------------------------- |
| tvN       | 2022년 8월 3일 ~ 2022년 9월 28일 | 수요일 저녁 8시 40분 ~ 10시 26분 |

## 출연자
- 유해진
- 진선규
- 박지환
- 윤균상

## 촬영 장소
- 스위스 베른주 운터젠: 하비 3 캠핑장 (Camping Hobby 3)
- 스위스 베른주 그린델발트: 홀드리오 캠핑장 (Camping Holdrio)
- 이탈리아 롬바르디아주 브레시아도 모니가 델 가르다: 피안텔 캠핑장 (Camping Piantelle)
- 이탈리아 토스카나주 피스토이아도 마를리아나: 아그리캄페죠 레 까르보나이예 캠핑장 (Agricampeggio Le Carbonaie)
- 이탈리아 토스카나주 그로세토도 치니자노: 루체리노 캠핑장 (Camping Lucherino)

## 시청률

### 2022년
| 회차 | 방송일   | AGB 시청률     |
| 회차 | 방송일   | 대한민국(전국) |
| ---- | -------- | -------------- |
| 1    | 8월 3일  | 3.579%         |
| 2    | 8월 10일 | 3.566%         |
| 3    | 8월 17일 | 3.695%         |
| 4    | 8월 24일 | 5.550%         |
| 5    | 8월 31일 | 4.979%         |
| 6    | 9월 7일  | 5.316%         |
| 7    | 9월 14일 | 4.652%         |
| 8    | 9월 21일 | 4.990%         |
| 9    | 9월 28일 | 5.122%         |

## 같이 보기
- 바퀴 달린 집
- 캠핑클럽